# Analítica (estatística)
Analítica de estatística é uma análise computacional sistemática de dados ou estatísticas. É usado para a descoberta, interpretação e comunicação de padrões significativos em dados. Também envolve a aplicação de padrões de dados para uma tomada de decisão eficaz. Pode ser valioso em áreas ricas em informação registada; a análise depende da aplicação simultânea de estatísticas, programação de computadores e pesquisa operacional para quantificar o desempenho.